# Mikhalis Kakiuzis
Mikhalis Kakiuzis (Atenes, Grècia, 29 de novembre de 1976), és un jugador grec de basquetbol que va jugar a l'AXA Barcelona. Generalment sol jugar en la posició de 4 o aler pivot tot i que també ho pot fer de 3 o aler. Una de les característiques principals és que llença amb l'esquerra fet que el fa molt difícil de defensar a l'hora de llençar. Bon triplista, també és hàbil a prop de l'anella, tot i la seva mancança de pes i envergadura.

## Biografia
Als vuit anys va apuntar-se a l'equip del seu barri. Juntament amb el seu germà més endavant van anar evolucionant en el seu país així van arribar amb el Ionikos NF a guanyar el títol juvenil de Grècia. A partir de llavors Mihalis va experimentar una progressió molt gran, i l'any 92 va debutar com a professional amb l'equip Ionikos NF, amb el qual va jugar tres temporades a la categoria A-2. Kakiuzis va continuar mostrant la seva enorme progressió i la temporada 94-95 ja s'havia convertit en el segon màxim golejador i rebotador de la categoria. També aquella mateixa temporada va arribar aconseguir la medalla d'or amb la selecció sub-19 de Grècia.
Després d'aquest números els principals equips grecs es van interessar per aquest jugador, ja sigui Panionios i Olympiakos o bé AEK que finalment va ser l'equip que el va fitxar. Dins d'aquest equip va anar ascendint en el seu rol fins a esdevenir l'estrella indiscutible de l'equip. L'any 2002 va aconseguir que l'AEK es proclamés campió de la lliga de Grècia. Un any més tard el 2003 el Montepaschi de Siena el va fitxar. Allà va demostrar el seu enorme potencial davant una lliga més dura i de qualitat com era la italiana. Al marge de tot això Kakiuzis continuava jugant amb el combinat grec en competicions internacionals. És gràcies a això que va aconseguir el títol més important de la seva carrera l'any 2005 aconseguint que Grècia esdevingués campiona del món. Aquell mateix estiu el jugador grec va acabar contracte amb el Siena i va decidir fitxar pel FC Barcelona, equip amb el qual assolí la Copa del Rei de bàsquet 2007, mesos abans de fitxar pel Cajasol Sevilla.